# Sebastián Novoa
Pour les articles homonymes, voir Novoa.
Novoa  Pavón est un nom espagnol. Le premier nom de famille, en général paternel, est Novoa ; le second, en général maternel, souvent omis, est Pavón.
Leonidas Sebastián Novoa Pavón (né le 6 novembre 1992), est un coureur cycliste équatorien.

## Palmarès sur route

### Par année
- 2012
  - 3e étape du Tour de l'Équateur (contre-la-montre par équipes)
- 2019
  - 1re étape du Tour de l'Équateur
- 2021
  - 3e étape du Tour de l'Équateur
  - 3e du championnat d'Équateur du contre-la-montre
  -  Médaillé de bronze du championnat panaméricain sur route
- 2022
  -  Médaillé d'argent du championnat panaméricain sur route

### Classements mondiaux
| Année                                 | 2014 | 2015 | 2016 | 2017 | 2018 | 2019 | 2020 | 2021 | 2022 | 2023 | 2024  |
| ------------------------------------- | ---- | ---- | ---- | ---- | ---- | ---- | ---- | ---- | ---- | ---- | ----- |
| Classement mondial                    |      |      | nc   | nc   | nc   | nc   | nc   | 371e | 340e | nc   | 2414e |
| UCI America Tour                      | 205e | nc   | nc   | nc   | nc   | nc   | nc   | 33e  | 28e  | nc   | nc    |
|                                       |      |      |      |      |      |      |      |      |      |      |       |
| Légende : nc = non classéSource : UCI |      |      |      |      |      |      |      |      |      |      |       |

## Palmarès sur piste

### Championnats nationaux
- 2025[1]
  -  Champion d'Équateur de l'élimination
  -  Champion d'Équateur de course aux points
  -  Champion d'Équateur de l'omnium
  -  Champion d'Équateur de poursuite
  - 3e du championnat d'Équateur de l'américaine